# IC 1654
IC 1654 ist eine Balken-Spiralgalaxie vom Hubble-Typ SBa im Sternbild Fische auf der Ekliptik. Sie ist schätzungsweise 225 Millionen Lichtjahre von der Milchstraße entfernt und hat einen Durchmesser von etwa 85.000 Lichtjahren. Gemeinsam mit 21 weiteren Galaxien ist sie Mitglied der NGC 452-Gruppe (LGG 18).
Im selben Himmelsareal befinden sich u. a. die Galaxien NGC 444, NGC 452, IC 1659.
Das Objekt wurde am 6. Dezember 1899 von Stéphane Javelle entdeckt.